# Província de Matanzas
La província de Matanzas és una divisió administrativa de Cuba, situada a la part nord de Cuba. Ocupa una superfície d'11.978 km² amb una població d'uns 60.000 habitants. La capital és la ciutat de Matanzas. Comprèn el Parc Natural de La Ciénaga de Zapata, zona pantanosa amb gran diversitat de flora i fauna, que és la zona pantanosa més gran de tot centreamèrica (i potser també Sud-amèrica).
El clima és tropical amb estació humida i estació seca (sabana). El principal perill meteoròlogic són les tempestes tropicals. El relleu és pla, els sòls són de molt bona qualitat i el conreu principal és la canya de sucre. Hi van arribar nombrosos grups ètnics africans com a esclaus per treballar a les plantacions.